# Türnach
Türnach är en ås i Österrike.   Den ligger i förbundslandet Steiermark, i den östra delen av landet, 110 km sydväst om huvudstaden Wien. Türnach ingår i Kräuterin.
I omgivningarna runt Türnach växer i huvudsak blandskog. Runt Türnach är det ganska glesbefolkat, med 48 invånare per kvadratkilometer.